# Проклятие золотого цветка
«Проклятие золотого цветка» (кит. упр. 满城尽带黄金甲, пиньинь Mǎnchéng Jìndài Huángjīnjiǎ, букв. «Когда золотые доспехи покрыли целый город») — китайский исторический фильм, снятый в 2006 году режиссёром Чжан Имоу.
С бюджетом в 45 миллионов долларов США, этот фильм на момент выхода на экраны стал самым дорогим китайским фильмом. В 2006 году он был предложен в качестве кандидата от КНР на премию «Оскар» за лучший фильм на иностранном языке, но в финальный этап конкурса в этой категории номинирован не был, а получил лишь номинацию в категории «лучший дизайн костюмов».

## Описание
Китай, 928 год. Период упадка империи, последовавшего за падением династии Тан (618—907 гг.), эпоха т. н. «Поздней Тан» — недолговечной династии, правившей с 923 по 936 г., второй из пяти династий периода «Пяти династий и десяти царств». Из долгого похода возвращается император Мин-Цзун. Практически одновременно прибывает и его средний сын (старший сын императрицы) Цзао, который был сослан к границе и отсутствовал три года. Императрица тщательно скрывает тайную связь с кронпринцем (пасынок императрицы, родной сын императора от первого брака) Ваном. Ван хочет разорвать преступную связь, так как любит дочь врача Чань, и просит дозволения покинуть столицу чтобы повидать мир. За десять дней до своего возвращения император поручает придворному врачу изменить состав лекарства, которым поддерживал здоровье императрицы десять лет, и начать травить ее малыми дозами яда, добавляя в целебные травы смертельно опасный черный гриб.
Близится праздник хризантем, на который впервые за несколько лет собирается все семейство. Императрице приносят не принятое ею лекарство (в «час дракона» она не допила последний глоток, вылив его на поднос). Она отказывается его принимать, тогда император заставляет детей стоять на коленях, пока мать не выпьет лекарство. Заступается за нее только Цзао, но оказывается бессилен. Младший сын Юй просит у императора занять должность главы дворцовой стражи на ночь праздника хризантем, но по старшинству эта должность должна принадлежать Цзао.
В разговоре наедине император говорит императрице, что не будь ее отец правителем провинции, он не церемонился бы с ней, и что нужно тщательно сохранять образ счастливой семьи и примера для всего народа. В «час змеи» приносят новую порцию лекарства, которую ей из кувшина наливает сам император. Переговаривает император и с Ваном, наследным принцем: оказывается, Ван уже дважды просил назначить вместо себя другого наследника. Возвращение Цзао он воспринимает как согласие отца, но тот отказывает ему в отъезде. Вана утешает его возлюбленная Чань, внезапно в покои по навету слуг наведывается разгневанная его изменой императрица. За совращение принца и проникновение в покои девушке грозит двадцать ударов и изгнание из дворца, но императрица милует ее.
Императрицу посещает таинственная женщина с клеймом на лице, которая предупреждает ее о черном грибе в лекарстве, который сведет ее с ума через тридцать дней. Женщина отказывается от награды, говоря, что жаждет лишь мести императору. Покидая дворец, она сталкивается с Ваном. Не желая причинять ему вред, она проигрывает схватку и ее задерживает стража. В ней опознают супругу лекаря и доносят императору. К удивлению Вана, император требует молчать об этом. В супруге лекаря он узнает свою первую жену, которую двадцать пять лет считал мертвой. В те времена он был еще простым солдатом, что неожиданно смог приблизиться к правителю Ляда и договориться о женитьбе на его дочери, для чего свою любимую первую жену и всю ее семью распорядился отправить в темницы. Его жена была спасена доктором, за которого и вышла замуж. Император обещает отблагодарить ее и немедленно распоряжается о том, чтобы доктор получил повышение и вместе со своей семьей переехал в поселение неподалеку (но на самом деле сразу же нанимает для них убийц ради сохранения своей тайны). Хоть его первая жена отрицает то, что виделась с императрицей, на утро та приходит отдать почести ее ритуальному портрету в покоях императора, что еще больше усложняет их отношения.
Императрица понимает, что дальше ждать нельзя. Она рассказывает обо всем своему сыну Цзао, подбивая его на дворцовый переворот. Тот сначала отказывается идти против своего отца, но когда императрице приносят очередную чашу с лекарством и она безропотно выпивает его на глазах у своего сына, то соглашается. Императрица (которая на протяжении фильма вышивала хризантемы для праздника) вышивает хризантему и на одежде Вана, говоря, что это должно его «оградить». Ван отправляется в дом Чань. От нее Ван косвенно узнает о заговоре: когда он спрашивает, зачем императрица вышивает хризантемы, Чань говорит, что вышитые цветы императрица отправила генералу-главнокомандующему Ву. Увидев Чань и Вана вместе, жена доктора (и их общая мать) в ужасе выгоняет его, а ничего не понимающая Чань уезжает следом за ним. В это время нападают наемники императора, вырезая всех в пагоде, кроме жены доктора. Ван требует от императрицы ответов. Императрица подтверждает, что планирует совершить переворот на день праздника хризантем, и что Вана это никак не затронет. Ван готов покончить с жизнью, чтоб остановить мятеж и войну, но успевает только ранить себя. Выходящую из покоев императрицу замечает ее младший сын. Император тоже посещает Вана, говоря, что знает о супружеской измене, но не винит сына в том, что он был совращен.
Близится праздник. На церемонии в волосах всех закрепляют веточки кизила. Император говорит Вану, что кизил был любимым украшением его матери. Императрица прибывает на церемонию с опозданием, она чувствует себя все хуже. Цзао, пользуясь своей должностью в этот день, отпускает дворовую стражу. Во дворец прибывает Чань и ее мать, спасающиеся от убийц, они предстают перед императором и его семьей. Хоть ни император, ни его первая жена не хотят открывать правду, в коротком разговоре императрица рассказывает Вану, что она его мать (а Чань, соответственно, его родная сестра). В ужасе Чань выбегает из дворца, напарываясь на засаду преследователей. Над ее телом убивают и ее мать.
Начинается мятеж. На территорию дворца вступают силы генерала Ву, одетые в золотые доспехи и носящие на одеждах вышитые хризантемы, под предводительством Цзао. Императрица сбрасывает корону и на вопрос, что еще она задумала, просит императора подождать. В этот момент принц Юй, младший из трех принцев, пронзает мечом Вана, крича, что он знает о преступной связи матери и принца, и что предпочел нанести первый удар, чтобы император отказался от трона в его пользу. Он заручился поддержкой дворцовой стражи, но ее немедленно ликвидируют наемные убийцы императора, а самого принца своими руками убивает император, забив до смерти тяжелым поясом.
В это же время снаружи происходит грандиозная батальная сцена: с одной стороны — армия сына императрицы в золотых доспехах и золотым цветком хризантемы, с другой стороны — ещё большая армия императора в серебряных доспехах. Серебряная армия окружает золотую специальными высокими переносными заградительными стенами и уничтожает её полностью, расстреляв стрелами из луков со стен прямо на поле растоптанных хризантем. В живых остается только принц Цзао. Он в одиночку продолжает сопротивляться огромной армии, но видит плачущую мать у ступенек дворца и бросает оружие. На глазах у императрицы казнят командующих мятежной армией, а император срывает с ее груди вышитый платок с хризантемой, говоря, что знал о планирующемся мятеже.
Тут же из ниоткуда возникает армия работников. Они слаженно и быстро убирают поле боя в снова украшают его для праздника, унося тела, смывая кровь, заменяя цветы и ковры. Когда работники так же быстро и исчезают, только испачканные в крови Цзао и императрица остаются единственными свидетельствами многотысячного кровопролития. Император приглашает жену и неверного сына за праздничный стол и говорит, что намеревался после фестиваля хризантем назначить Цзао наследным принцем вместо Вана, и напоминает ему о сказанных когда-то словах, что он сам пожалует сыну все блага неба и земли, только не нужно требовать их силой. В ответ Цзао говорит, что сделал это не ради трона, а ради матери. Приближается полночь, во время фейерверков и праздника императрице приносят то же самое лекарство с ядом. Император говорит, что готов помиловать Цзао и не убивать его, если тот выполнит условие: самостоятельно давать лекарство своей матери каждые два часа. Цзао опускается на колени возле матери и со словами «твой сын подвел тебя» выхватывает меч у стоящего рядом стражника и перерезает себе горло. Кровь попадает в чашу с лекарством, которую с криком опрокидывает императрица.

## В ролях
| Актёр         | Роль                                                                |
| ------------- | ------------------------------------------------------------------- |
| Чоу Юнь-Фат   | император Пин                                                       |
| Гун Ли        | императрица Лян                                                     |
| Джей Чоу      | принц Цзао                                                          |
| Лю Е          | наследный принц Ван                                                 |
| Цинь Цзюньцзе | принц Юй                                                            |
| Ни Дахун      | императорский врач, позже губернатор Сюйцзюя и командующий колесниц |
| Чэнь Цзинь    | жена врача                                                          |
| Ли Мань       | Цзян Чань дочь врача                                                |

## Награды и номинации
- 2006 — попадание в пятёрку лучших зарубежных фильмов по версии Национального совета кинокритиков США.
- 2006 — две номинации на премию «Спутник» за лучшую операторскую работу (Чжао Сяодин) и за лучший дизайн костюмов (Чун Мань Е).
- 2007 — номинация на премию «Оскар» за лучший дизайн костюмов (Чун Мань Е).
- 2007 — премия «Сатурн» за лучший дизайн костюмов (Чун Мань Е), а также номинация в категории «лучший международный фильм».
- 2007 — три номинации на премию Asian Film Awards: лучший фильм, лучшая актриса (Гун Ли), лучшие визуальные эффекты (Анджела Барсон, Фрэнки Чун).
- 2007 — 4 премии Hong Kong Film Awards: лучшая актриса (Гун Ли), работа художника (Хуо Тинсяо), костюмы и грим (Чун Мань Е), оригинальная песня (Джей Чоу, «Ju Hua Tai»). Кроме того, лента получила ещё 10 номинаций.
- 2007 — премия Costume Designers Guild Awards за лучшие костюмы соответствующего исторического периода (Чун Мань Е).
- 2008 — номинация на премию «Сто цветов» за лучшую мужскую роль второго плана (Джей Чоу).